# Franc Gašperšič
Franc Gašperšič slovenski inženir gozdarstva, * 13. januar 1932, Škoflje, Divača, † 2. marec 2023
Leta 1960 je diplomiral na Fakulteti za agronomijo, gozdarstvo in veterinarstvo v Ljubljani in 1972 doktoriral na gozdarskem oddelku Biotehniške fakulteta v Ljubljani. Po diplomi se je zaposlil v Gozdnem gospodsrstvu Postojna, od leta 1968 do 1975 je tam vodil oddelek za urejanje gozdov.